# Penelope Ford
Olivia Häsler, meglio conosciuta con il ring name Penelope Ford (Collegeville, 14 settembre 1992), è una wrestler statunitense sotto contratto con la All Elite Wrestling.

## Carriera

### Circuito indipendente (2014–2019)
Penelope Ford debutta il 17 dicembre 2014 per la CZW Dojo Wars, dove lotta in coppia con George Gatton battendo Conor Claxton e Frankie Pickard in un tag team match. La Ford ha vinto il suo primo match singolo nella CZW il 31 dicembre, battendo Dave McCall. Nel 2015 la Ford prende parte a diversi tag team match e nel mezzo lotta alcuni match singoli. Ha affrontato Brittany Blake in un single match il 10 giugno durante l'edizione del CZW Dojo Wars dove la Blake prevale. Al CZW Cerebral 2015, la Ford lotta in un dark match vinto dalla stessa Blake. La loro rivalità continua fino al 16 dicembre dove si affrontano in un Best Two Out Of Three Falls title match per il CZW Medal of Valor Championship. La Ford non riesce a strappare il titolo alla Blake. Durante il 2016, Penelope Ford lotta in diversi match ottenendo altrattante vittorie.
Il 7 dicembre 2016, la Ford affronta Jordynne Grace ottenendo una sconfitta, la stessa Grace è stata l'avversaria di Penelope sette mesi prima durante un evento della WSU Unshakable. Il risultato è stato sempre lo stesso, con la Grace vittoriosa.

### All Elite Wrestling (2019–presente)
L'8 gennaio 2019 la AEW annuncia che a breve la Ford si unirà alla compagnia insieme a Joey Janela. Inizialmente fa da manager al suo fidanzato nella vita reale Kip Sabian. Il 9 ottobre 2019, Ford ha il suo primo match in AEW nella prima puntata di AEW Dark dove in coppia con Bea Priestley lotta contro Allie e Britt Baker, finendo sconfitta. Ottiene la prima vittoria il 3 marzo sconfiggendo Yuka Sakazaki e Riho insieme a Britt Baker.
Il 23 maggio 2020, la Ford partecipa al PPV Double or Nothing affrontando senza successo Kris Statlander. Il 10 giugno a Dynamite sconfigge Hikaru Shida & Kris Statlander, in coppia con Nyla Rose, guadagnandosi la possibilità di un match per il titolo AEW Women's World Championship da disputarsi all'evento Fyter Fest. Al ppv Ford viene sconfitta da Shida.

## Personaggio

### Mosse finali
- Cutter
- Fisherman suplex

### Soprannomi
- "Bad Girl"

## Titoli e riconoscimenti
- Pro Wrestling After Dark
  - SAW Women's Championship (1)
- Pro Wrestling Illustrated
  - 48º posto nella lista delle migliori 100 lottatrici della PWI Women's 100 del 2020[7]
- Queens of Combat
  - QOC Tag Team Championship (1) – con Maria Manic
- Women Superstars United
  - WSU Tag Team Championship (1) – con Maria Manic